# Trimeresurus barati
Espèce
Synonymes
- Trimeresurus popeiorum barati Regenass & Kramer, 1981

Trimeresurus barati est une espèce de serpents de la famille des Viperidae.

## Répartition
Cette espèce est endémique d'Indonésie. Elle se rencontre à Sumatra et dans les îles Mentawai.

## Description
C'est un serpent venimeux.

## Publication originale
- Regenass & Kramer, 1981 : Zur Systematik der grünen Grubenottern der Gattung Trimeresurus (Serpentes, Crotalidae). Revue Suisse de Zoologie, vol. 88, no 1, p. 163-205 (texte intégral).